# Subhymenium

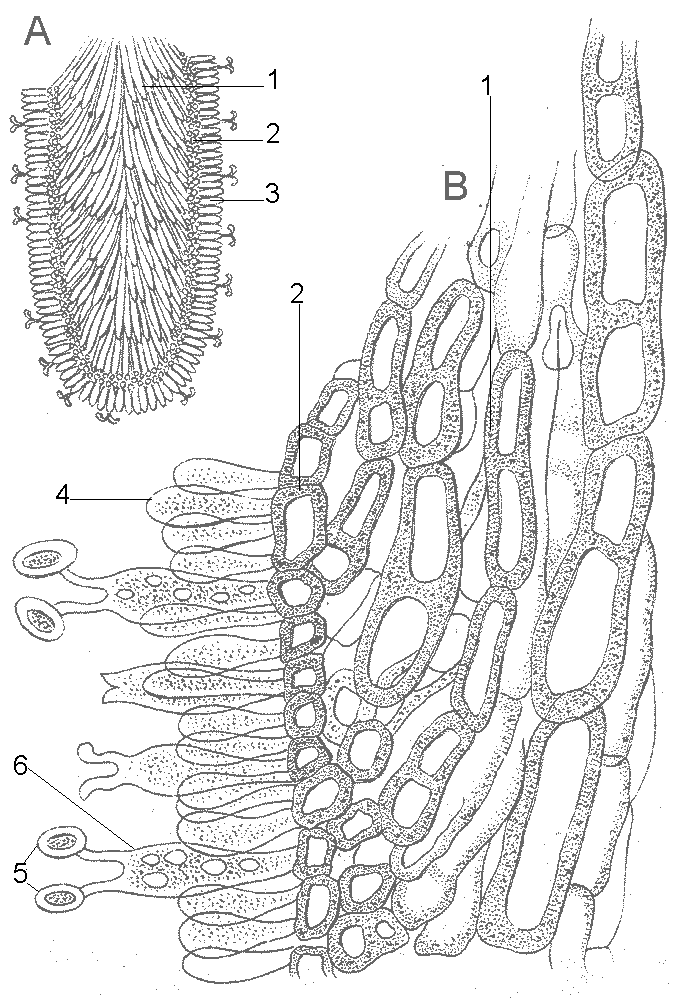
Budowa blaszek u pieczarki dwuzarodnikowej
1 – trama, 2 – subhymenium, 3 – hymenium, 4 – cystyda, 5 – zarodniki, 6 – podstawka

Subhymenium (łac. subhymenium) – występująca u wielu grzybów warstwa gęsto splecionych strzępek generatywnych znajdująca się pod hymenium. Ze strzępek tych powstaje właściwe hymenium z podstawkami.
Występowanie subhymenium, oraz jego morfologia i reakcje z odczynnikami mają duże znaczenie przy mikroskopowym oznaczaniu wielu gatunków grzybów. O subhymenium mówi się wtedy, gdy swoją budową wyraźnie różni się od hymenium i tramy. Przy mikroskopowej analizie subhymenium bierze się pod uwagę takie jego cechy, jak:
- z ilu warstw komórek jest zbudowane,
- kształt komórek subhymenium oraz ich wielkość w stosunku do komórek hymenium
- czy strzępki subhymenium rozgałęziają się[2].

Określenie subhymenium zazwyczaj odnosi się do podstawczaków. U workowców subhymenium często utożsamiane jest z hypotecjum. Przyczyną tego jest fakt, że w owocnikach grzybów workowych strzępki poniżej hymenium są słabo zróżnicowane i tylko u kilku gatunków można wyróżnić dwie oddzielne ich warstwy różniące się barwą i budową. U większości grzybów workowych sybhymenium jest jedynie cienką warstwą słabo pigmentowanych strzępek bezpośrednio pod hymenium, hypotecjum natomiast jest silniej rozwinięte, często jego strzępki bywają silniej pigmentowane, a nawet zwapnione.